# Gornje Čelo
Gornje Čelo je naselje na otoku Koločepu u Dubrovačko-neretvanskoj županiji.

## Zemljopisni položaj
Gornje čelo se nalazi na istočnoj strani otoka Koločep u zaštićenoj uvali.

## Naziv
Mjesto je dobilo naziv zbog bližeg položaja gradu Dubrovniku.

## Znamenitosti
Park – šuma u Gornjem čelu, je značajan prirodni objekt koji se sastoji od šume alepskog bora i makije. U makiji se ističu karakteristične vrste podneblja poput crnike (Quercus ilex), smrdljike (Pistacia terebinthus), tršlje (Pistacia lentiscus), zelenike (Phillyrea latifolia), mrče (Myrtus communis), planike (Arbutus unedo), rogača (Ceratonia siliqua) obraslih tetivikom (Smilax aspera) i druge vrste. Posebno je estetski vrijedan krajolik uz morsku obalu, na čijim strmim stijenama rastu karakteristične biljke ovog podneblja. Ovo zaštićeno područje pokriva površinu od oko 12 ha. Zaštićena je od 1961. godine rješenjem Zavoda za zaštitu prirode.

## Gospodarstvo
Gospodarstvo je u Gornjem Čelu nerazvijeno, a stanovništvo se bavi turizmom i ribarstvom.

## Stanovništvo
U Gornjem čelu, prema popisu stanovnika iz 2001. godine, živi oko 60 stanovnika uglavnom Hrvata katoličke vjeroispovjesti.

## Vanjske poveznice
|  | Zajednički poslužitelj ima još gradiva o temi Gornje Čelo |